# Кам'янобалківська культура
Кам'янобалківська культура - представлена групою пам'ятників пізньої давньокам'яної доби, розташованих у дельті річки Дон (стоянки Кам'яна Балка-1, -2, -3, Мокрий Чалтир, Федоровка). 
Науково датується 20,000 (іноді 19,000)—12,000 (іноді 14,000) роками до Р. Х.
Культура була поширена у Нижнього Подонні й Надозів'я.
Найменована за археологічним комплексом Кам'яна Балка-2 відкритим у 1957 році Маріанной Лазоверт. Досліджувалася Наталею Леоновою.
Вивчення насичених культурних шарів цих пам'ятників з більшою кількістю вогнищ, потужних виробничих центрів, залишками будівельних конструкцій внесло істотні зміни в концепцію "степової зони", що припускає відсутність у степах Північного Причорномор'я довгострокових поселень і перевага кочового способу життя. Археологічний матеріал Кам’янобалківської культури спростовує такі висновки.
Для кремінного інвентарю Кам’янобалківської культури характерна розмаїтість форм знарядь, високий ступінь мікролітизації - велика кількість мікропластин і вістрів з притупленим краєм. Появу культури пов'язують з міграцією племен імеритинської культури Кавказу. Імеритинська культура була принесена переселенцями з північного Іраку, а туди, ще раніше - з Палестини. За твердженням Наталі Леонової, переселення на Дон з Передньої Азії тривало 10,000 років.